# Fata Morgana

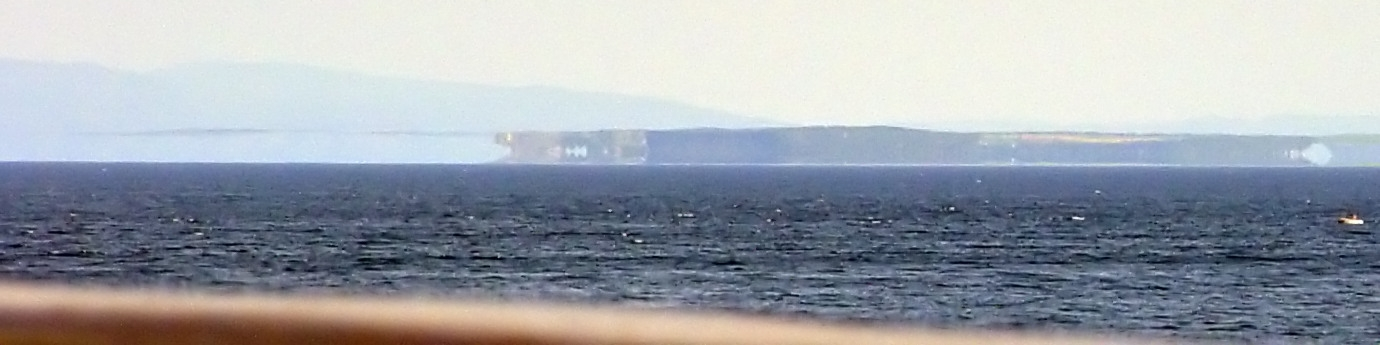
Fata Morgana, perto da costa norueguesa

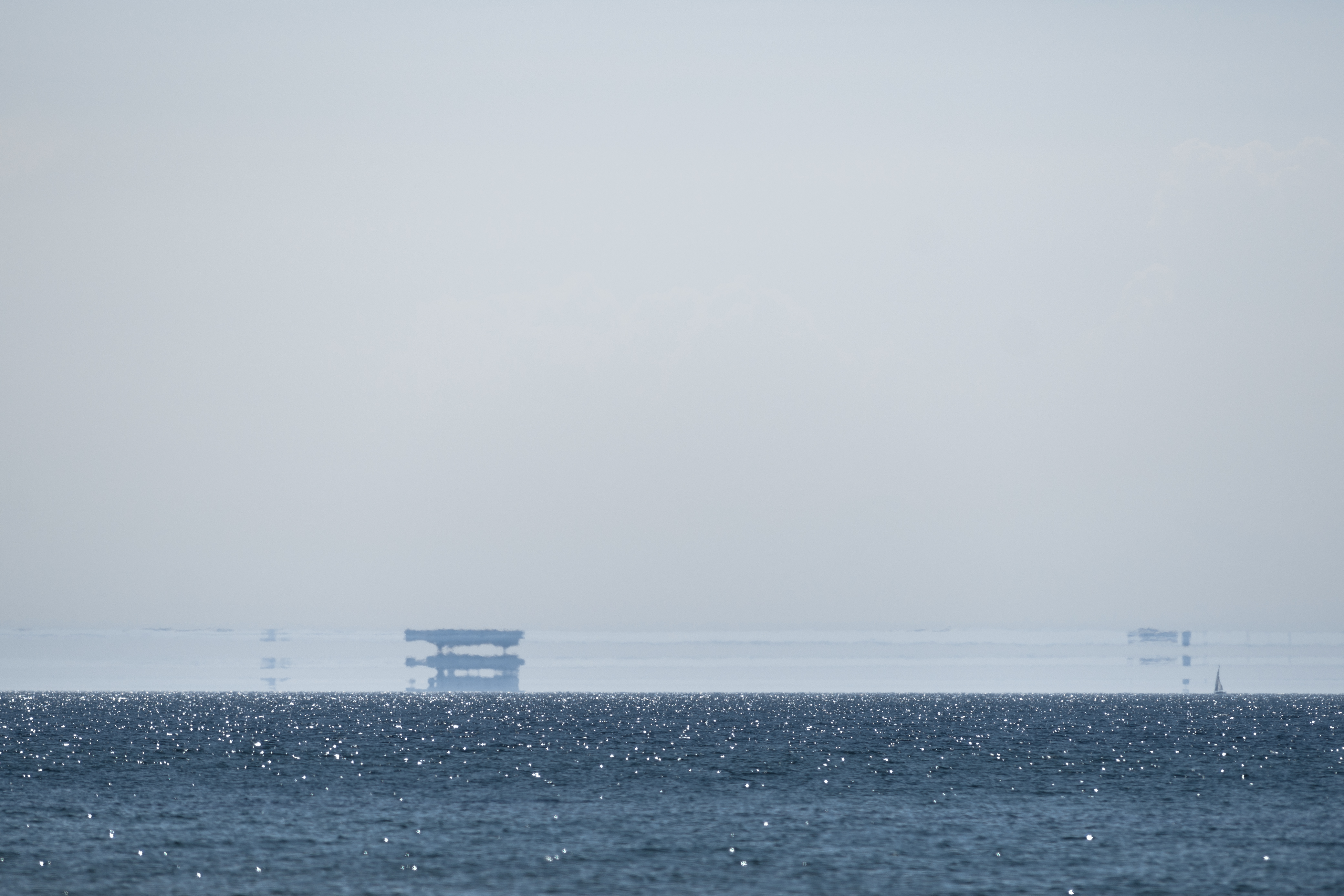
Uma Fata Morgana vista sobre o Mar Báltico, em 2016. A miragem consiste em múltiplas imagens verticais e invertidas sobre o objeto original.

O efeito de Fata Morgana, do italiano fata Morgana (ou seja: fada Morgana), em referência à fictícia feiticeira (Fada Morgana) meia-irmã do Rei Artur que, segundo a lenda, era uma fada que conseguia mudar de aparência, é um efeito óptico (Princípio de Fermat).
Trata-se de uma miragem em alto-mar que se deve a uma inversão térmica. Objetos que se encontrem no horizonte como, por exemplo, ilhas, falésias, barcos ou icebergs, adquirem uma aparência alargada e elevada, similar aos "castelos de contos de fadas".
A Fata Morgana mais célebre é a que se produz no estreito de Messina, entre a Calábria e a Sicília.
Com tempo calmo, a separação regular entre o ar quente e o ar frio (mais denso) perto da superfície terrestre pode actuar como uma lente refractante, produzindo uma imagem invertida, sobre a qual a imagem distante parece flutuar. Os efeitos Fata Morgana costumam ser visíveis de manhã, depois de uma noite fria. É um efeito habitual em vales de alta montanha, onde o efeito se vê acentuado pela curvatura do vale, que cancela a curvatura da Terra. Também se costuma ver de manhã nos mares árcticos, com o mar muito calmo, e é habitual nas superfícies geladas da Antártida.
Os efeitos de Fata Morgana são miragens ditas superiores, diferentes das miragens inferiores, que são mais comuns e criam a ilusão de lagos de água distantes nos desertos ou em estradas com o asfalto muito quente.
O efeito Fata Morgana foi o tema no Brasil de uma questão no Exame Nacional do Ensino Médio (ENEM) de 2015 em que se especulava que este poderia ter sido o motivo do naufrágio do RMS Titanic. O fenômeno óptico que produz a Fata Morgana é a refração, a reflexão e a difusão da luz. Todos eles são fundamentais para a ocorrência do fenômeno.